# Argemone ochroleuca
Argemone ochroleuca Sweet – gatunek rośliny z rodziny makowatych (Papaveraceae Juss.). Występuje naturalnie w Meksyku. Ponadto został naturalizowany w innych częściach świata w strefach od tropikalnej do podzwrotnikowej, między innymi w Afryce Południowej oraz Australii.

## Morfologia

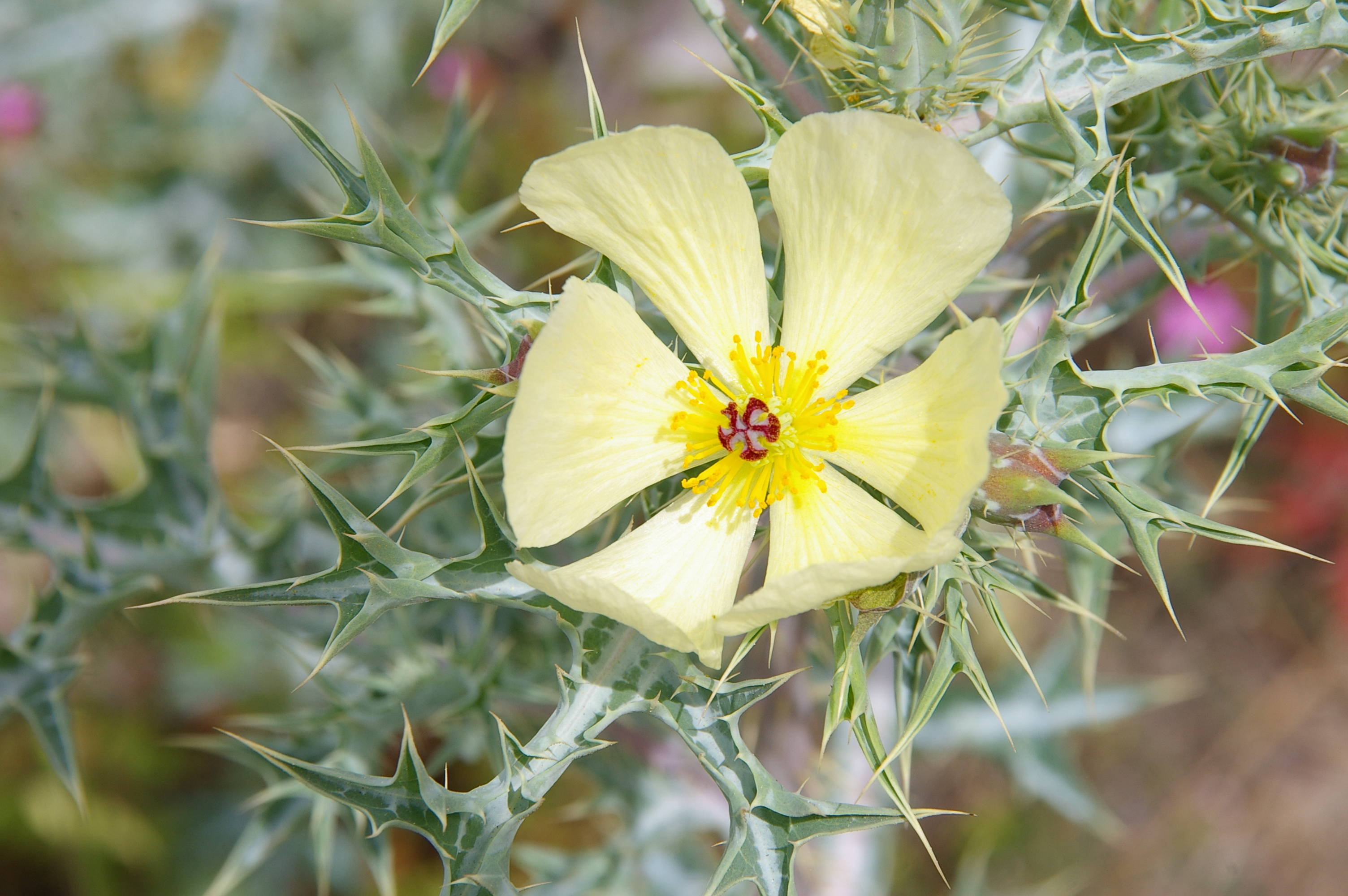
Kwiat

PokrójRoślina jednoroczna lub bylina dorastająca do 30–100 cm wysokości. Łodyga jest lekko pokryta kolcami.
LiścieSą pierzasto-klapowane, kolczaste.
KwiatyPłatki mają żółtą barwę i osiągają do 15–35 mm długości. Kwiaty mają 20–75 wolnych pręcików o żółtych nitkach. Zalążnia zawiera od 3 do 6 owocolistków.
OwoceTorebki o kształcie od jajowatego elipsoidalnego do podłużnego. Są pokryte kolcami. Osiągają 20–50 mm długości i 10–18 mm szerokości.

## Biologia i ekologia
Rośnie na polach oraz nieużytkach. Występuje na wysokości do 2000 m n.p.m.

## Zmienność
W obrębie tego gatunku oprócz podgatunku nominatywnego wyróżniono jeden podgatunek:
- Argemone ochroleuca subsp. stenopetala (Rose) Ownbey